# Seabourn Ovation
Die Seabourn Ovation ist ein 2018 in Dienst gestelltes Kreuzfahrtschiff der zur Carnival Corporation gehörenden Marke Seabourn Cruise Line. Sie ist das Schwesterschiff der Seabourn Encore.

## Geschichte
Das Schiff wurde auf der Fincantieri-Werft in Sestri Ponente, einem Stadtteil von Genua, gebaut. Die Bestellung erfolgte am 1. Dezember 2014 als Vertrag über die Umsetzung einer Option, die bei der Bestellung eines baugleichen Schiffes, der späteren Seabourn Encore, am 14. Januar 2014. Die Ablieferung war für das Frühjahr 2018 vorgesehen. Ende Januar 2015 gab die Seabourn Cruise Line die Namen der beiden Schiffe mit Seabourn Encore und Seabourn Ovation bekannt.
Der Bau begann am 7. Juni 2016 mit dem zeremoniellen ersten Stahlschnitt. Die Kiellegung fand am 2. Dezember desselben Jahres im Beisein der italienischen Verteidigungsministerin Roberta Pinotti statt, Der Stapellauf folgte am 1. September 2017. Vom 14. bis zum 18. März wurde das Schiff auf den Sea Trials erprobt. Das Schiff wurde am 27. April 2018 abgeliefert.
Am 9. März 2018 gab die Seabourn Cruise Line bekannt, dass die britische Sängerin und Schauspielerin Elaine Paige das Schiff am 11. Mai desselben Jahres taufen werde. Die Jungfernfahrt, eine 11-tägige Reise im Mittelmeer, begann am 5. Mai. Im Hafen von Valletta wurde das Schiff am 11. Mai getauft.

## Technik und Ausstattung
Das Schiff ist 210 Meter lang, 28 Meter breit und mit 41.865 BRZ vermessen. Die 302 Kabinen sind alle mit einem Balkon ausgestattet. Das Schiff verfügt über vier Restaurants, mehrere Lounges und Bars, eine Marina am Heck, zwei Swimmingpools, ein Casino sowie eine Aussichtsterrasse am Bug.